# راکت قدس
راکت القدس ۱۰۱ نوعی راکت توپخانه‌ای دست‌ساز است که توسط نیروهای جهاد اسلامی فلسطین ساخته و علیه اسرائیل استفاده می‌شود. این راکت شباهت زیادی به راکت‌های القسام ساخت حماس دارد.
ابو حمزه سخنگوی جهاد اسلامی در فوریه ۲۰۰۶ اعلام کرد که نیروهای این سازمان نوع پیشرفته‌تری از این راکت (با نام القدس ۲) را ساخته‌اند که ۲٫۳ متر طول دارد و قادر به هدف گرفتن شهر اشکلون از نوار غزه است.
جهاد اسلامی همچنین فیلمی ویدئویی از ساخت نوع جدیدتر این راکت موسوم به القدس ۴ را منتشر کرده‌است.

## ساختار
راکت القدس تقلیدی از راکت‌های کاتیوشای روسی ب‌ام-۲۱ گراد است. اعضای جهاد اسلامی ادعا می‌کنند که برد آن بین ۱۳ تا ۱۶ کیلومتر است.